# Andrés Neuman
Andrés Neuman Galán (Buenos Aires, 28 de enero de 1977) es un narrador, poeta, traductor, aforista, bloguero y columnista hispano-argentino.

## Biografía
Hijo de músicos argentinos exiliados (de madre violinista, Delia Galán, de origen franco-español, y padre oboísta, Víctor Neuman, de origen judío ashkenazí), tiene la ciudadanía argentina y española. La historia novelada de sus ancestros, los exilios y migraciones familiares, su infancia argentina y el secuestro de su tía paterna durante la dictadura cívico-militar, puede leerse en su libro Una vez Argentina.
A los catorce años se trasladó con sus padres y hermano a Granada, donde realizó sus estudios secundarios y desempeñó oficios tales como aprendiz de escayolista, entrenador de fútbol infantil, profesor particular de latín o mozo de almacén en una empresa de cortinas. Más tarde se licenció en Filología Hispánica en la Universidad de Granada. Allí continuó con los cursos de doctorado, escribió una tesina sobre cuento argentino y dictadura e impartió clases de literatura hispanoamericana.
Neuman debutó en la literatura como poeta y narrador breve. Su primera publicación fue un cuaderno de poemas titulado Simulacros, aparecido a principios de 1998 en una pequeña editorial de Granada. A finales de 1999 se publicó su primera novela, Bariloche, que resultó finalista del Premio Herralde y fue recibida como una de las óperas primas del año. Sus siguientes novelas, que también obtuvieron distinciones, lo confirmarían como uno de los más destacados escritores contemporáneos en lengua castellana. El propio Roberto Bolaño, en su libro de ensayos Entre paréntesis, declaró sobre el joven autor: 

"Tocado por la gracia. Ningún buen lector dejará de percibir en sus páginas algo que sólo es dable encontrar en la alta literatura, aquella que escriben los poetas verdaderos. La literatura del siglo XXI pertenecerá a Neuman y a unos pocos de sus hermanos de sangre".

La consagración definitiva como novelista le llegó con El viajero del siglo (2009), obra que obtuvo entre otros el Premio Alfaguara y el Premio de la Crítica, además de resultar elegida entre las 5 mejores novelas del año en lengua española por los críticos del diario El País y de El Cultural del diario El Mundo. La traducción al inglés de esta novela fue seleccionada entre los mejores libros del año por los diarios británicos The Independent, The Guardian y Financial Times. Fue asimismo designada finalista del IMPAC Dublin Literary Award y obtuvo una Mención Especial del jurado del Independent Foreign Fiction Prize.
Sus siguientes novelas fueron Hablar solos (2012) y Fractura (2018), nominada al Premio Dulce Chacón de Narrativa Española y al Premio San Clemente, y elegida por El Cultural de El Mundo entre las 5 mejores novelas del año en castellano y como uno de los libros del año por el diario El País en una votación entre críticos, periodistas y libreros.
Otros títulos recientes son el elogio de los cuerpos no canónicos Anatomía sensible (2019), "un libro singular, distinto, sutil, propio de un escritor inquieto que siempre anda buscando cuestionar la realidad", según la crítica  publicada en el diario InfoLibre;y el díptico formado por Umbilical (2022), "uno de los mejores homenajes a la paternidad que he leído", en palabras de Manuel Rodríguez Rivero para el diario El País, votado en segundo lugar entre los 10 mejores libros del año en español por los críticos de El Cultural  y Pequeño hablante (2024).
Su última novela, Hasta que empieza a brillar (2025), narra la vida de María Moliner, autora del mítico Diccionario de uso del español, a través de su vínculo con la lengua. Desde una infancia difícil hasta sus últimos años, pasando por su labor como bibliotecaria en la República o su polémica candidatura a la Real Academia Española, la narración explora los motivos por los que Moliner comenzó a escribir a los cincuenta años de edad, en plena dictadura franquista, el diccionario de autora más importante de todos los tiempos, partiendo de una hipótesis literaria: ¿y si su diccionario fuese una suerte de autobiografía oculta? Hasta que empieza a brillar obtuvo el Premio Archiletras de la Lengua, otorgado a "personas que se han significado por sus méritos en la investigación y desarrollo de la lengua española, en cualquiera de sus variedades o ámbitos territoriales", a la mejor publicación del año. 
Neuman ha desarrollado una intensa labor de divulgación del relato breve. Además de sus libros de cuentos, que incorporan apéndices teóricos sobre el género, ejerció como coordinador del proyecto Pequeñas resistencias, serie de antologías sobre el relato actual escrito en castellano, publicada entre 2002 y 2010 por la editorial Páginas de Espuma. Cabe destacar su prólogo al libro de Horacio Quiroga Cuentos de amor de locura y de muerte, para la editorial Menoscuarto. En 2016 una antología de sus relatos traducidos al inglés, The Things We Don't Do, recibió el Firecracker Award al mejor libro de ficción publicado en Estados Unidos, concedido por la Community of Literary Magazines and Presses y la American Booksellers Association. 
Ha trabajado asimismo como columnista en numerosos medios de España y Latinoamérica. Fue guionista de tiras cómicas en el diario Ideal de Granada, colaborando con el dibujante Kicus en una serie de tiras semanales titulada Los quietos. Escribió regularmente en el suplemento cultural del diario español ABC y en la Revista Ñ del diario argentino Clarín. Mantiene un blog personal, Microrréplicas.
En 2007, mediante una votación convocada por el Hay Festival y Bogotá Capital mundial del libro, Neuman fue incluido en la selección Bogotá-39. Más tarde, en 2010, fue seleccionado por la revista británica Granta entre Los 22 mejores narradores jóvenes en español.

## Premios
- I Premio de Poesía Joven "Antonio Carvajal" por Métodos de la noche (1998).
- Finalista del XVII Premio Herralde de novela por Bariloche (1999) y de la XXI edición por Una vez Argentina (2003).
- Premio Federico García Lorca de poesía por Alfileres de luz (1999).
- XVII Premio Hiperión de poesía por El tobogán (2002).
- Finalista del VI Premio Primavera de novela por La vida en las ventanas (2002).
- XII Premio Alfaguara de Novela por El viajero del siglo (2009).
- LIV Premio de la Crítica de narrativa castellana por El viajero del siglo (2010).
- IV Premio La Tormenta en un vaso al mejor libro del año por El viajero del siglo (2010).
- Finalista del XVII Premio Rómulo Gallegos a la mejor novela en lengua española del bienio por El viajero del siglo (2011).
- Mención Especial del Jurado del Independent Foreign Fiction Prize por El viajero del siglo (2013) .
- Finalista del Premio Literario Internacional IMPAC de Dublín por El viajero del siglo (2014).
- Firecracker Award, concedido por la Community of Literary Magazines and Presses y la American Booksellers Association, por la antología de relatos The Things We Don't Do (2016).[29]
- IV Premio Archiletras de la Lengua a la mejor publicación del año por Hasta que empieza a brillar (2025).

## Obras

### Poesía
- Simulacros (Granada, Cuadernos del Vigía, 1998). 25 páginas, ISBN 84-923391-2-8. Plaquette.
- Métodos de la noche (I Premio de Poesía Joven "Antonio Carvajal"; Madrid, Ediciones Hiperión, 1998). 72 páginas, ISBN 84-7517-617-8.
- Alfileres de luz (Premio Federico García Lorca; Granada, Universidad, 1999). 46 páginas, ISBN 84-338-2610-7. En colaboración con Ramón Repiso.
- El jugador de billar (Valencia, Pre-Textos, 2000). 60 páginas, ISBN 84-8191-353-7.
- El tobogán (XVII Premio Hiperión; Madrid, Hiperión, 2002). 72 páginas, ISBN 84-7517-727-1.
- La canción del antílope (Valencia, Pre-Textos, 2003). 60 páginas, ISBN 84-8191-561-0.
- Gotas negras (Córdoba, Plurabelle, 2003). 72 páginas, ISBN 84-932945-1-9.
- Sonetos del extraño (Granada, Cuadernos del Vigía, 2007). 46 páginas, ISBN 978-84-95430-24-3.
- Mística abajo (Barcelona, editorial Acantilado, 2008). 88 páginas, ISBN 978-84-96834-40-8.
- Década (poesía 1997-2007) (Barcelona, editorial Acantilado, 2008). 369 páginas, ISBN 978-84-96834-82-8.
- No sé por qué y Patio de locos (Valencia, Pre-Textos, 2013; Buenos Aires, Ediciones del Dock y Gog y Magog, 2011-2015; y Ciudad de México, Textofilia Ediciones, 2011-2012).
- Vivir de oído (Madrid, La Bella Varsovia, 2018 y Oaxaca, Almadía, 2017). 64 páginas, ISBN 978-84-94-8007-8-8.
- Casa fugaz (poesía 1998-2018) (Madrid, La Bella Varsovia, 2020). 192 páginas, ISBN 978-84-120904-3-7.
- Isla con madre (2023). Madrid: La Bella Varsovia. 64 páginas, ISBN 978-84-339-1926-7.

#### Inclusiones en antologías poéticas (selección)
- La generación del 99 (ed. José Luis García Martín; Oviedo, Nobel, 1999). 493 páginas, ISBN 84-89770-80-8.
- Yo es otro. Autorretratos de la nueva poesía (ed. Josep M. Rodríguez; Barcelona, DVD Ediciones, 2001). 96 páginas, ISBN 84-95007-50-9.
- La lógica de Orfeo (ed. Luis Antonio de Villena; Madrid, Visor, 2003). 339 páginas, ISBN 84-7522-926-3.
- Veinticinco poetas españoles jóvenes (ed. Ariadna G. García, Guillermo López Gallego y Álvaro Tato; Madrid, Hiperión, 2003). 480 páginas, ISBN 84-7517-778-6.
- La inteligencia y el hacha (ed. Luis Antonio de Villena: Visor, 2010). 532 páginas, ISBN 978-84-9895-747-1.
- Todo es poesía en Granada. Panorama poético (2000-2015). José Martín de Vayas (antólogo). Granada: Esdrújula Ediciones, 2015.

### Novela
- Bariloche (Finalista del XVII Premio Herralde; Barcelona, Anagrama, 1999). 176 páginas, ISBN 84-339-2444-3. Edición revisada en Editorial Alfaguara, Madrid, 2015; Buenos Aires y Ciudad de México, 2016. 192 páginas, ISBN 978-84-204-0366-3.
- La vida en las ventanas (Finalista del VI Premio Primavera; Madrid, Espasa Calpe, 2002). 200 páginas, ISBN 84-670-0127-5. Edición revisada en Editorial Alfaguara, Madrid y Ciudad de México, 2016. 208 páginas, ISBN 978-84-204-1938-1.
- Una vez Argentina (Finalista del XXI Premio Herralde; Barcelona, Anagrama, 2003 y Buenos Aires, 2004). 246 páginas, ISBN 84-339-6853-X. Edición reescrita y ampliada en Editorial Alfaguara, Madrid y Ciudad de México, 2014; Buenos Aires y Bogotá, 2015. 296 páginas, ISBN 978-84-204-1801-8. Reedición en bolsillo, Debolsillo, Barcelona, 2018. ISBN 978-84-663-4553-8.
- El viajero del siglo (XII Premio Alfaguara de Novela; Madrid, Buenos Aires, Ciudad de México, Quito y Bogotá, Editorial Alfaguara, 2009). 531 páginas, ISBN 978-84-204-2235-0. Reedición en bolsillo, Debolsillo, Barcelona, 2018. ISBN 978-84-663-4552-1.
- Hablar solos (Madrid, Buenos Aires, Ciudad de México, Bogotá y Santiago de Chile). Editorial Alfaguara, 2012. 192 páginas, ISBN 978-84-204-0329-8. Reedición en bolsillo, Debolsillo, Barcelona, 2018. ISBN 978-84-663-4554-5.
- Fractura (Madrid, Buenos Aires, Bogotá y Ciudad de México). Editorial Alfaguara, 2018. 496 páginas, 978-84-204-3292-2. Reedición en bolsillo, Debolsillo, Barcelona, 2019. ISBN 978-84-663-4620-7.[30]
- Hasta que empieza a brillar. Editorial Alfaguara, 2025. 296 páginas, ISBN 9788410496279.

### Cuento
- Pertenecí (Granada, Editorial Sureste, 1997). 125 páginas. ISBN 84-923001-2-4.
- El que espera (Barcelona, Anagrama, 2000). 152 páginas, ISBN 84-339-2461-3. Edición revisada en Páginas de Espuma, Madrid, 2015. 128 páginas, ISBN 978-84-8393-181-3.
- El último minuto (Madrid, Espasa Calpe, 2001). 184 páginas, ISBN 84-239-2623-0. Edición revisada en Páginas de Espuma, Madrid, 2007 y Buenos Aires, 2010. 152 páginas, ISBN 978-84-8393-001-4. Neuman reordenó los relatos en la nueva edición, eliminó algunos y corrigió otros.[31]
- Alumbramiento (Páginas de Espuma, Madrid, 2006 y Buenos Aires, 2007). 168 páginas, ISBN 84-95642-85-9. Finalista del Premio Setenil.[32]
- Hacerse el muerto (Páginas de Espuma, Madrid y Ciudad de México, 2011; Buenos Aires, 2013). 144 páginas, ISBN 978-84-8393-066-3.
- El fin de la lectura, antología de 30 relatos seleccionados por el propio autor. (Publicado por las editoriales Almadía, de Ciudad de México; Cuneta, de Santiago de Chile; Estruendomudo, de Lima; Lanzallamas, de San José, Laguna, de Bogotá); y Libros del Fuego de Caracas.[33]

#### Inclusión en antologías de cuentos (selección)
- Siglo XXI. Los nuevos nombres del cuento español. Ed. de Fernando Valls y Gemma Pellicer (Palencia, Menoscuarto, 2010). ISBN 978-84-96675-48-3.
- Steampunk: antología retrofuturista. Selección de textos y antólogo: Félix J. Palma. Relatos de Óscar Esquivias, Fernando Marías, José María Merino, Juan Jacinto Muñoz Rengel, Andrés Neuman, Fernando Royuela, Luis Manuel Ruiz, Care Santos, José Carlos Somoza, Ignacio del Valle, Pilar Vera y Marian Womack. Ed. Fábulas de Albión, 2012. ISBN 978-84-9393-793-5.
- Nocturnario (2016), libro colectivo con collages de Ángel Olgoso en el que 101 escritores hispanoamericanos aportaron un texto para acompañar cada una de las imágenes.[34]

### No ficción
- El equilibrista (Barcelona, editorial Acantilado, 2005). 141 páginas, ISBN 84-96489-07-8.
- Cómo viajar sin ver. Latinoamérica en tránsito (Editorial Alfaguara, Madrid y Buenos Aires, 2010). 256 páginas, ISBN 978-84-2040-608-4.
- Barbarismos (Páginas de Espuma, Madrid y Ciudad de México, 2014; Buenos Aires, 2016). 136 páginas, ISBN 978-84-8393-200-1.
- Caso de duda (Granada, Cuadernos del Vigía, 2016). 54 páginas, ISBN 978-84-95430-58-8.
- Anatomía sensible (Madrid, Buenos Aires, Bogotá y Ciudad de México, Páginas de Espuma, 2019).120 páginas, ISBN 978-84-8393-265-0.[35]
- Umbilical (Madrid, Buenos Aires, Bogotá y Ciudad de México). Editorial Alfaguara, 2022. 128 páginas, ISBN 978-84-204-6269-1.[36]
- Pequeño hablante (Madrid, Buenos Aires y Ciudad de México). Editorial Alfaguara, 2024. 144 páginas, ISBN 978-84-204-7756-5.[37]

### Ediciones
- Pequeñas resistencias. Antología del nuevo cuento español. Prólogo: José María Merino (Madrid, Páginas de Espuma, 2002). 512 páginas, ISBN 84-95642-16-6.
- Poesía a contratiempo, de Carlos Marzal (Granada, Maillot amarillo, 2002). 152 páginas, ISBN 84-7807-315-9.
- Pequeñas resistencias 3. Antología del nuevo cuento sudamericano. Edición colectiva (Madrid, Páginas de Espuma, 2003). 424 páginas, ISBN 84-95642-42-5.
- Cuentos de amor de locura y de muerte, de Horacio Quiroga (Palencia, Menoscuarto, 2004). 296 páginas, ISBN 84-933823-2-9.
- La Nardo, de Ramón Gómez de la Serna (Madrid, Visor Libros, 2007). 121 páginas, ISBN 978-84-7522-030-7.
- Pequeñas resistencias 5. Antología del nuevo cuento español (2001-2010). Prólogo: Eloy Tizón (Madrid, Páginas de Espuma, 2010). 512 páginas, ISBN 978-84-8393-069-4.

### Traducciones
- Viaje de invierno, de Wilhelm Müller (Barcelona, editorial Acantilado, 2003). 80 páginas, ISBN 84-96136-23-X. Del alemán.
- El hombre sombra, de Owen Sheers (Valencia, Pre-Textos, 2016). 108 páginas, ISBN 978-84-16453-44-3. Del inglés.